# Ngerulmud
Ngerulmud es la capital de la República de Palaos. Oficialmente fundada el 7 de octubre de 2006, alberga la sede del gobierno, las cámaras legislativas y un tribunal. Está situada al noreste de la isla de Babeldaob en el estado de Melekeok, a 33 km de distancia de Koror, la ciudad más grande del país. Con 0 habitantes, Ngerulmud es la única capital sin población en todo el mundo.

## Etimología
El nombre «Ngerulmud» deriva del idioma paluano y significa «lugar del pez ángel fermentado», Antes de que el gobierno de Palaos eligiera este emplazamiento para construir la nueva capital, el término Ngerulmud se usaba para describir una colina cercana donde las mujeres ofrendaban pescado fermentado a los dioses.

## Historia
La fundación de Ngerulmud responde a la transformación de Palaos en una república en 1979 y a la ratificación de su constitución en 1981. La capital provisional se encontraba en Koror, la ciudad más habitada del país, pero la carta magna establecía una nueva capital permanente en la isla de Babeldaob, a construir dentro de los diez años posteriores a la aprobación del texto. En 1986 el gobierno asignó un contrato de construcción para el nuevo capitolio a una firma de arquitectos de Hawái, Architects Hawaii Ltd., que ya había diseñado el capitolio de los Estados Federados de Micronesia en Palikir. Sin embargo, el proyecto se vio paralizado porque Palaos carecía de ingenieros y arquitectos, y estaba obligado a importar la mayoría de los materiales.
Las obras se reanudaron a comienzos de los años 2000 gracias a un préstamo de 20 millones de dólares otorgado por la República de China, con el objetivo de reforzar las relaciones bilaterales y de asegurarse el reconocimiento diplomático. El complejo consta de tres edificios conectados por una plaza abierta: el Congreso Nacional de Palaos, la sede del gobierno y un tribunal. Por otra parte, la Corte Suprema de Palaos mantuvo la sede en Koror. Después de cinco años de obras y un presupuesto total de 45 millones de dólares, Ngerulmud fue oficialmente inaugurada el 7 de octubre de 2006.
Al tratarse de una ciudad administrativa, la mayoría del personal que trabaja allí reside en Melekeok, a solo dos kilómetros de distancia.
Tampoco hubo una migración interna desde Koror hasta la nueva capital, ya que como solamente están separadas por 33 km de distancia, nadie se fue a vivir a la nueva ciudad.
En 2013, el Wall Street Journal informó que la construcción de Ngerulmud había endeudado al gobierno paluano y se había hecho con materiales «inadecuados para el clima local». En octubre del mismo año el gobierno se vio obligado a trasladarse temporalmente a Koror debido a una plaga de moho en el congreso.
Ngerulmud ha sido la sede inaugural del 45.º Foro de las Islas del Pacífico en 2014, aunque la mayoría de eventos tuvieron lugar en Koror, y de la 16.ª Cumbre de Presidentes de Micronesia en 2016.